# Cattedrale di San Giuseppe (Kuching)
La cattedrale di San Giuseppe (in inglese: St. Joseph's Cathedral), è la chiesa cattedrale dell'arcidiocesi di Kuching e si trova nella città di Kuching, in Malaysia.
La chiesa di San Giuseppe è stata elevata a cattedrale metropolitana nel 1976 con la bolla Quoniam Deo favente di papa Paolo VI.